# Fokker F28 Fellowship
Fokker F28 Fellowship là một máy bay chở hàng phản lực tầm ngắn được thiết kế và chế tạo bởi hãng sản xuất chiếc Fokker.

## Phiên bản

### F.28 Mk 1000
Với công suất tối đa là 70 hành khách, nó được chấp thuận vào ngày 24 tháng 2 năm 1969, 1000C có một cửa hàng hóa lớn trên boong. 3

### F. 28 Mk 2000
Mark 1000 với thân dài 57 in (1,4 m) ở phía trước và 30 in (0,76 m) phía sau cánh, 79 hành khách tối đa, được chấp thuận vào ngày 30 tháng 8 năm 1972. mặc dù nó bay lần đầu tiên vào ngày 28 tháng 4 năm 1971 và bắt đầu thành công phục vụ doanh thu với Nigeria Airways vào tháng 10 năm 1971, chỉ có mười chiếc được chế tạo.

### F.28 Mk 3000
Mark 1000 với một phần mở rộng 60 in (1,5 m), được chấp thuận vào ngày 19 tháng 7 năm 1978, với một biến thể 3000C với một cửa hàng lớn của boong chính. một biến thể thành công, với sức mạnh cấu trúc lớn hơn và tăng sức chứa nhiên liệu, nó bắt đầu phục vụ doanh thu với Garuda Indonesia.

### F.28 Mk 4000
Được chấp thuận vào ngày 13 tháng 12 năm 1976, nó được xây dựng trên chiếc Mark 2000 dài hơn, với hai cửa thoát hiểm trên cả hai bên, một phần mở rộng khoảng 60 mm (1.500 inch), và khả năng cho 85 hành khách. nguyên mẫu đầu tiên xuất hiện vào ngày 20 tháng 10 năm 1976 và nó bắt đầu phục vụ cùng Linjeflyg (Thụy Điển) vào cuối năm.

### F.28 Mk 5000
Là kết hợp thân ngắn hơn của Mk 3000 và một sải cánh tăng lên. Các thanh cạnh có thể được thêm vào cánh và động cơ Rolls-Royce RB183 Mk555-15H mạnh hơn được sử dụng. Mặc dù dự kiến sẽ là một máy bay tuyệt vời để hoạt động trên đường băng ngắn do quyền lực cấp trên của nó, dự án đã bị bỏ rơi.

### F.28 Mk 6000
Nó bay lần đầu tiên vào ngày 27 tháng 9 năm 1973 và có thân dài hơn của Mk 2000/4000 với sải cánh tăng lên và các thanh cạnh. Nó được chứng nhận ở Hà Lan vào ngày 30 tháng 10 năm 1975. Hai chiếc đã được chế tạo bởi 1976.

## Related content
Máy bay liên quan
- Fokker 100

Danh sách liên quan
- List of civil aircraft